# Wereldkampioenschap superbike van Nürburg 2013
Het wereldkampioenschap superbike van Nürburg 2013 was de tiende ronde van het wereldkampioenschap superbike en het wereldkampioenschap Supersport 2013. De races werden verreden op 1 september 2013 op de Nürburgring nabij Nürburg, Duitsland.

## Superbike

### Race 1
De race werd na 17 ronden afgebroken vanwege een ongeluk van Jonathan Rea en Leon Camier en werd niet herstart.
| Pos | Nr  | Rijder              | Constructeur | Rondes | Tijd         | Grid | Punten |
| --- | --- | ------------------- | ------------ | ------ | ------------ | ---- | ------ |
| 1   | 66  | Tom Sykes           | Kawasaki     | 17     | 32:38.184    | 3    | 25     |
| 2   | 33  | Marco Melandri      | BMW          | 17     | +0.269       | 2    | 20     |
| 3   | 19  | Chaz Davies         | BMW          | 17     | +0.714       | 7    | 16     |
| 4   | 50  | Sylvain Guintoli    | Aprilia      | 17     | +6.427       | 8    | 13     |
| 5   | 34  | Davide Giugliano    | Aprilia      | 17     | +8.526       | 14   | 11     |
| 6   | 84  | Michel Fabrizio     | Aprilia      | 17     | +13.234      | 13   | 10     |
| 7   | 91  | Leon Haslam         | Honda        | 17     | +13.818      | 6    | 9      |
| 8   | 16  | Jules Cluzel        | Suzuki       | 17     | +18.726      | 9    | 8      |
| 9   | 86  | Ayrton Badovini     | Ducati       | 17     | +21.049      | 1    | 7      |
| 10  | 7   | Carlos Checa        | Ducati       | 17     | +22.774      | 18   | 6      |
| 11  | 8   | Mark Aitchison      | Kawasaki     | 17     | +33.284      | 16   | 5      |
| 12  | 96  | Matěj Smrž          | Yamaha       | 17     | +48.329      | 15   | 4      |
| 13  | 121 | Markus Reiterberger | BMW          | 17     | +48.627      | 17   | 3      |
| 14  | 31  | Vittorio Iannuzzo   | BMW          | 17     | +1:32.530    | 20   | 2      |
| 15  | 58  | Eugene Laverty      | Aprilia      | 15     | +2 ronden    | 12   | 1      |
| DNF | 65  | Jonathan Rea        | Honda        | 17     | Ongeluk      | 5    |        |
| DNF | 2   | Leon Camier         | Suzuki       | 17     | Ongeluk      | 11   |        |
| DNF | 23  | Federico Sandi      | Kawasaki     | 14     | Ongeluk      | 19   |        |
| DNF | 27  | Max Neukirchner     | Ducati       | 4      | Uitgevallen  | 10   |        |
| DNS | 76  | Loris Baz           | Kawasaki     | 0      | Niet gestart | 4    |        |

### Race 2
De race werd na 18 ronden afgebroken vanwege een ongeluk van Matěj Smrž en werd niet herstart.
| Pos | Nr  | Rijder              | Constructeur | Rondes | Tijd         | Grid | Punten |
| --- | --- | ------------------- | ------------ | ------ | ------------ | ---- | ------ |
| 1   | 19  | Chaz Davies         | BMW          | 18     | 34:36.933    | 7    | 25     |
| 2   | 58  | Eugene Laverty      | Aprilia      | 18     | +0.132       | 12   | 20     |
| 3   | 33  | Marco Melandri      | BMW          | 18     | +0.366       | 2    | 16     |
| 4   | 66  | Tom Sykes           | Kawasaki     | 18     | +1.189       | 3    | 13     |
| 5   | 50  | Sylvain Guintoli    | Aprilia      | 18     | +1.621       | 8    | 11     |
| 6   | 34  | Davide Giugliano    | Aprilia      | 18     | +3.233       | 14   | 10     |
| 7   | 86  | Ayrton Badovini     | Ducati       | 18     | +14.677      | 1    | 9      |
| 8   | 84  | Michel Fabrizio     | Aprilia      | 18     | +18.859      | 13   | 8      |
| 9   | 27  | Max Neukirchner     | Ducati       | 18     | +22.125      | 10   | 7      |
| 10  | 7   | Carlos Checa        | Ducati       | 18     | +23.828      | 18   | 6      |
| 11  | 8   | Mark Aitchison      | Kawasaki     | 18     | +30.444      | 16   | 5      |
| 12  | 121 | Markus Reiterberger | BMW          | 18     | +36.419      | 17   | 4      |
| 13  | 91  | Leon Haslam         | Honda        | 18     | +59.787      | 6    | 3      |
| 14  | 16  | Jules Cluzel        | Suzuki       | 18     | +1:05.331    | 9    | 2      |
| 15  | 31  | Vittorio Iannuzzo   | BMW          | 18     | +1:27.381    | 20   | 1      |
| DNF | 96  | Matěj Smrž          | Yamaha       | 18     | Ongeluk      | 15   |        |
| DNF | 23  | Federico Sandi      | Kawasaki     | 1      | Uitgevallen  | 19   |        |
| DNS | 76  | Loris Baz           | Kawasaki     | 0      | Niet gestart | 4    |        |
| DNS | 65  | Jonathan Rea        | Honda        | 0      | Niet gestart | 5    |        |
| DNS | 2   | Leon Camier         | Suzuki       | 0      | Niet gestart | 11   |        |

## Supersport
| Pos | Nr  | Rijder               | Constructeur | Rondes | Tijd         | Grid | Punten |
| --- | --- | -------------------- | ------------ | ------ | ------------ | ---- | ------ |
| 1   | 11  | Sam Lowes            | Yamaha       | 19     | 37:44.290    | 1    | 25     |
| 2   | 99  | Fabien Foret         | Kawasaki     | 19     | +7.481       | 3    | 20     |
| 3   | 88  | Kev Coghlan          | Kawasaki     | 19     | +11.393      | 7    | 16     |
| 4   | 26  | Lorenzo Zanetti      | Honda        | 19     | +12.250      | 5    | 13     |
| 5   | 60  | Michael van der Mark | Honda        | 19     | +15.408      | 12   | 11     |
| 6   | 84  | Riccardo Russo       | Kawasaki     | 19     | +16.243      | 16   | 10     |
| 7   | 91  | Roberto Tamburini    | Honda        | 19     | +16.338      | 9    | 9      |
| 8   | 4   | Jack Kennedy         | Honda        | 19     | +20.086      | 6    | 8      |
| 9   | 44  | David Salom          | Kawasaki     | 19     | +21.569      | 11   | 7      |
| 10  | 19  | Florian Marino       | Kawasaki     | 19     | +21.837      | 15   | 6      |
| 11  | 25  | Alex Baldolini       | Suzuki       | 19     | +22.195      | 18   | 5      |
| 12  | 21  | Christian Iddon      | MV Agusta    | 19     | +30.430      | 10   | 4      |
| 13  | 9   | Luca Scassa          | Kawasaki     | 19     | +30.539      | 13   | 3      |
| 14  | 5   | Raffaele De Rosa     | Honda        | 19     | +31.371      | 19   | 2      |
| 15  | 44  | Roberto Rolfo        | MV Agusta    | 19     | +34.214      | 14   | 1      |
| 16  | 55  | Massimo Roccoli      | Yamaha       | 19     | +43.421      | 24   |        |
| 17  | 13  | Jed Metcher          | Suzuki       | 19     | +43.934      | 25   |        |
| 18  | 32  | Sheridan Morais      | Kawasaki     | 19     | +43.975      | 26   |        |
| 19  | 89  | Stefan Kerschbaumer  | Yamaha       | 19     | +43.975      | 20   |        |
| 20  | 20  | Mathew Scholtz       | Suzuki       | 19     | +43.380      | 17   |        |
| 21  | 76  | Roman Stamm          | Kawasaki     | 19     | +49.023      | 28   |        |
| 22  | 87  | Luca Marconi         | Honda        | 19     | +54.735      | 22   |        |
| 23  | 66  | Danny Webb           | Honda        | 19     | +54.801      | 31   |        |
| 24  | 61  | Fabio Menghi         | Yamaha       | 19     | +55.978      | 23   |        |
| 25  | 10  | Imre Tóth            | Honda        | 19     | +1:07.301    | 21   |        |
| 26  | 64  | Matt Davies          | Honda        | 19     | +1:17.013    | 33   |        |
| 27  | 56  | Pepijn Bijsterbosch  | Yamaha       | 19     | +1:26.894    | 37   |        |
| 28  | 7   | Nacho Calero         | Honda        | 19     | +1:37.318    | 32   |        |
| 29  | 35  | Mitchell Carr        | Honda        | 19     | +1:50.062    | 36   |        |
| 30  | 161 | Alexej Ivanov        | Kawasaki     | 18     | +1 ronde     | 38   |        |
| 31  | 24  | Eduard Blokhin       | Honda        | 18     | +1 ronde     | 39   |        |
| DNF | 59  | Alex Schacht         | Honda        | 18     | Uitgevallen  | 34   |        |
| DNF | 65  | Vladimir Leonov      | Yamaha       | 14     | Uitgevallen  | 4    |        |
| DNF | 79  | Kevin Wahr           | Honda        | 11     | Uitgevallen  | 27   |        |
| DNF | 54  | Kenan Sofuoğlu       | Kawasaki     | 9      | Ongeluk      | 2    |        |
| DNF | 34  | Balázs Németh        | Honda        | 6      | Uitgevallen  | 30   |        |
| DNF | 17  | Ronan Quarmby        | Honda        | 5      | Uitgevallen  | 8    |        |
| DNF | 31  | Leon Bovee           | Yamaha       | 4      | Ongeluk      | 17   |        |
| DNS | 33  | Yves Polzer          | Honda        | 0      | Niet gestart | 35   |        |

## Tussenstanden na wedstrijd

### Superbike
| Pos | Nr | Rijder           | Team     | Punten |
| --- | -- | ---------------- | -------- | ------ |
| 1   | 66 | Tom Sykes        | Kawasaki | 287    |
| 2   | 50 | Sylvain Guintoli | Aprilia  | 286    |
| 3   | 33 | Marco Melandri   | BMW      | 257    |
| 4   | 58 | Eugene Laverty   | Aprilia  | 247    |
| 5   | 19 | Chaz Davies      | BMW      | 221    |

### Supersport
| Pos | Nr | Rijder               | Team     | Punten |
| --- | -- | -------------------- | -------- | ------ |
| 1   | 11 | Sam Lowes            | Yamaha   | 185    |
| 2   | 54 | Kenan Sofuoğlu       | Kawasaki | 131    |
| 3   | 99 | Fabien Foret         | Kawasaki | 121    |
| 4   | 60 | Michael van der Mark | Honda    | 91     |
| 5   | 26 | Lorenzo Zanetti      | Honda    | 86     |

1998 · 1999 · 2008 · 2009 · 2010 · 2011 · 2012 · 2013